# Alexandre Bloch
Alexandre Bloch (Parigi, 29 maggio 1857 – Parigi, 11 novembre 1919) è stato un pittore francese.

## Biografia
Bloch nacque nel Boulevard de la Chapelle, XVIII arrondissement di Parigi. Fu allievo di Jean-Léon Gérôme e Jules Bastien-Lepage.
I suoi soggetti erano di genere ma anche patriottici ed esponeva i suoi dipinti presso il Salon (che fu anche la località della sua prima esposizione nel 1880); dipingeva episodi della chouannerie e della Guerra franco-prussiana.
Fu creato Cavaliere della Legion d'onore nel 1911 per la sua attività di tenente della riserva nel reggimento della fanteria territoriale.
Alla sua morte, era un artista militare accreditato del Museo dell'Esercito a Parigi.
Morì scapolo l'11 novembre 1919 presso l'Ospedale Tenon, nel XVIII arrondissement di Parigi.

## Opere principali
- Défense de Rochefort-en-terre, 1885, Conservatorio dipartimentale del patrimonio, dipartimento del Morbihan
- Mort de Henri de La Rochejaquelein, Museo Dobrée, Nantes
- La Chapelle de La Madeleine à Malestroit (Morbihan) - 15 nevoso, anno III, 1886, Museo delle belle arti di Quimper
- Mort du général de Beaupuy à Château-Gontier, 1888, Museo delle Belle Arti di Rennes
- Le Lieutenant Chabal prenant un drapeau à l'ennemi en 1870, 1902, Museo di belle arti di Chambéry
- Le drapeau de Mars-la-Tour, presentato al Salon del 1902, Museo della Princerie, Verdun

## Galleria d'immagini

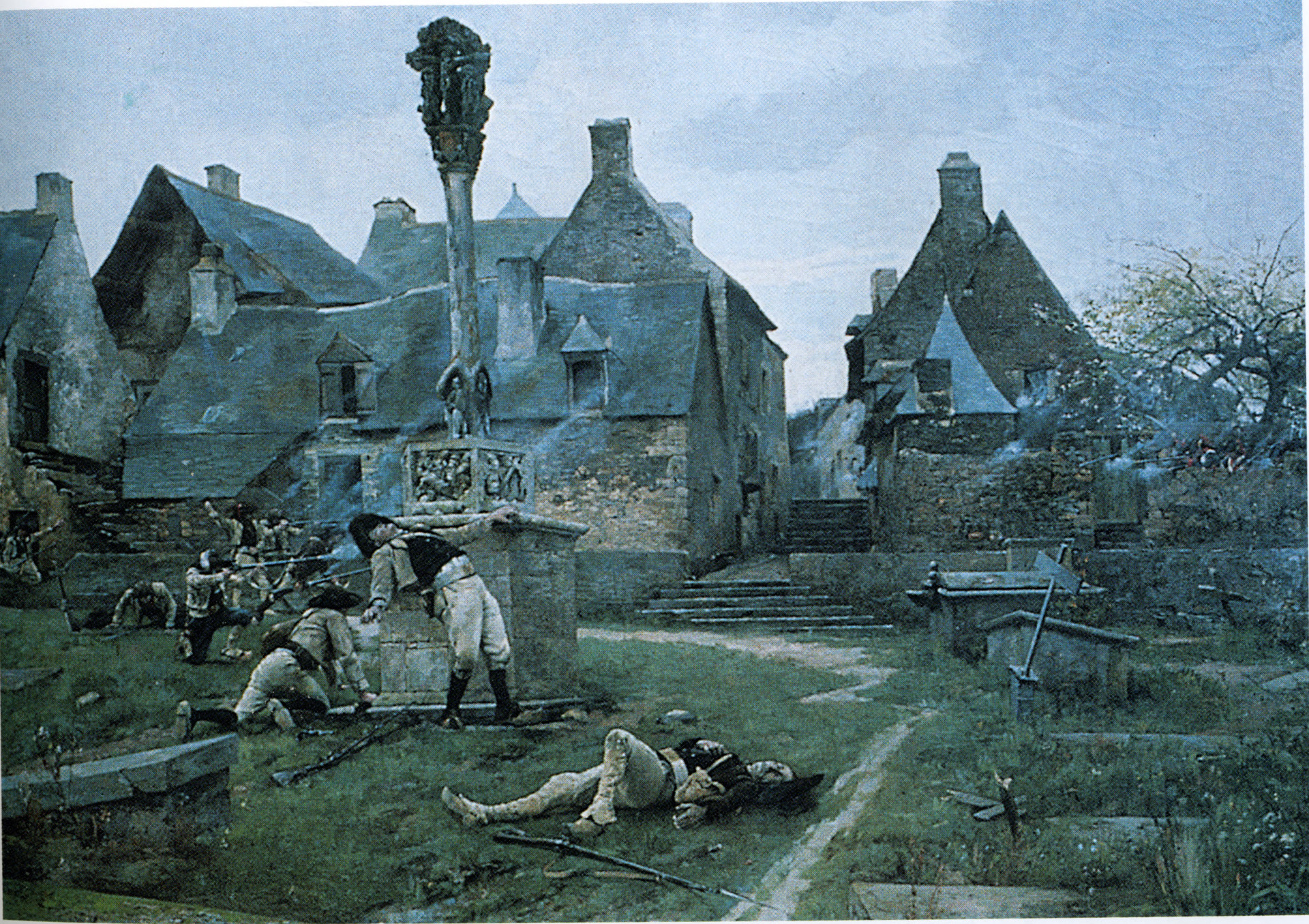
La Difesa di Rochefort-en-Terre (1885)
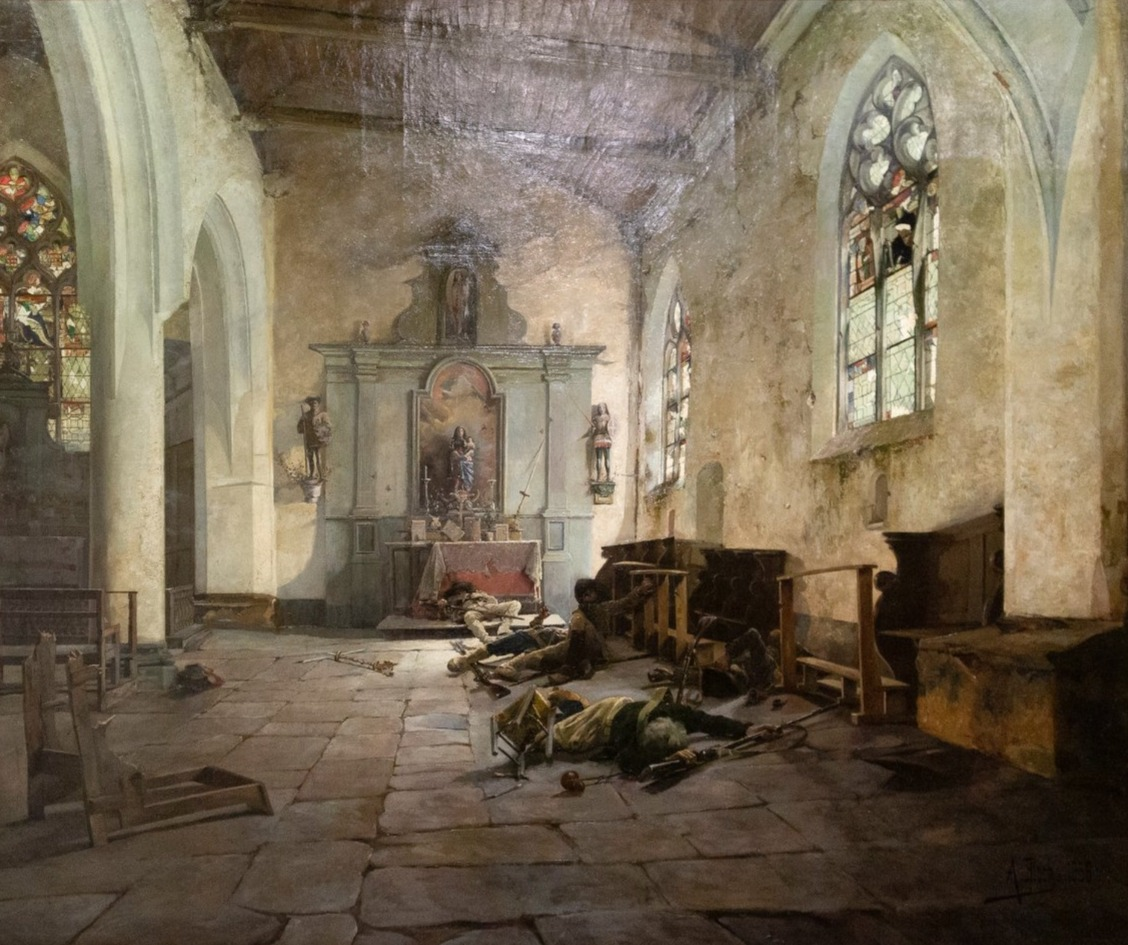
La Cappella Madeleine a Malestroit - 15 nevoso, anno III (1886)
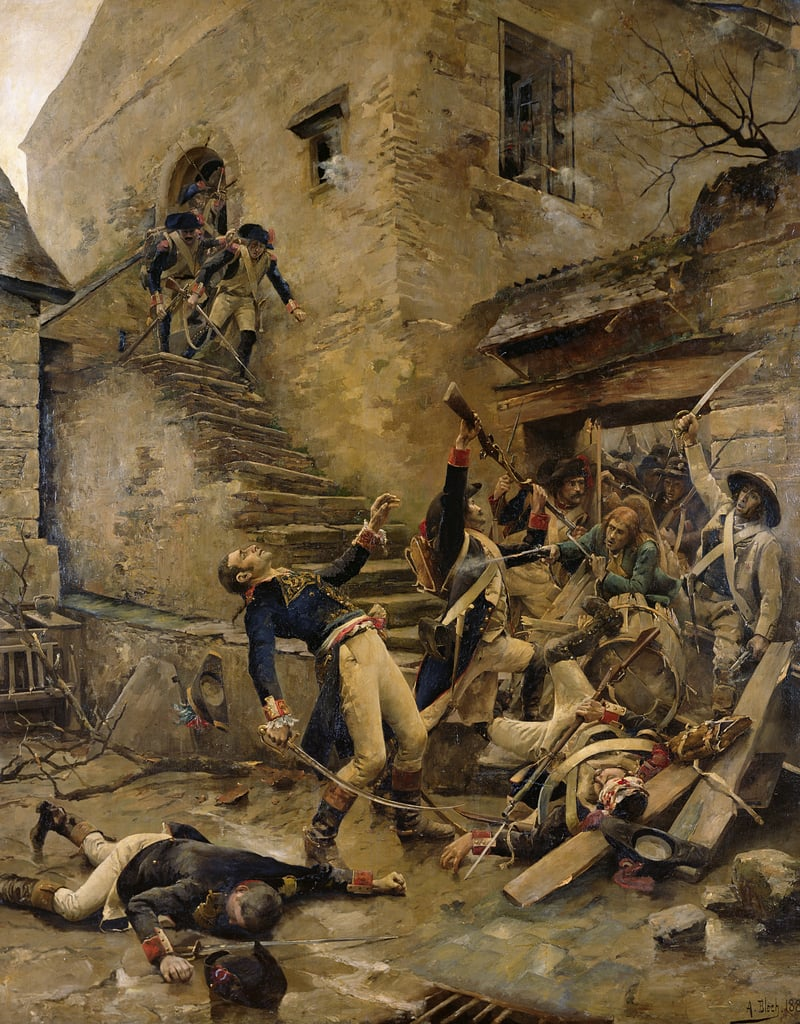
Morte di Michel de Beaupuy (1888)
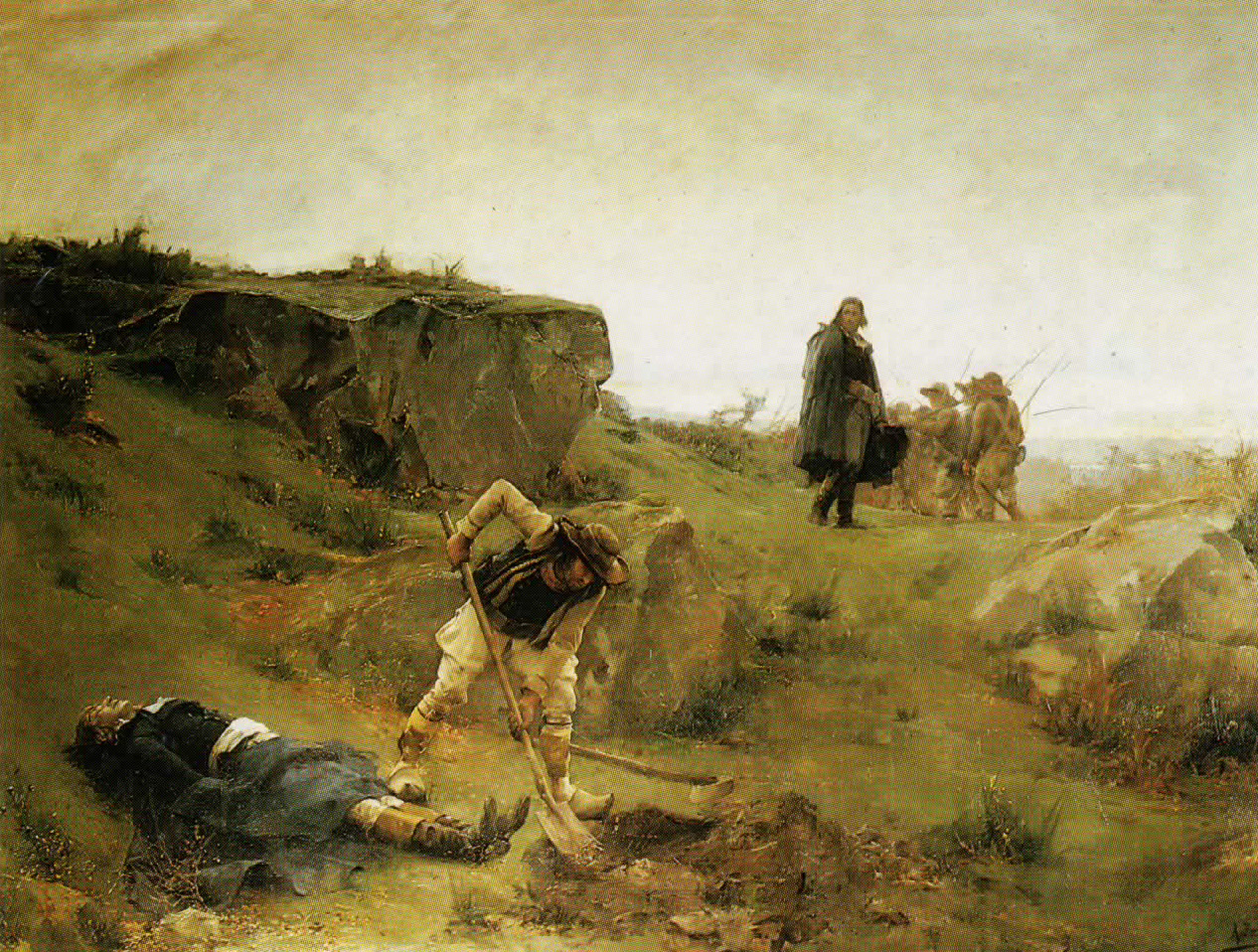
Morte di Henri de La Rochejaquelein